# Voetbalelftal van de Duitse Democratische Republiek in 1982
Het Voetbalelftal van de Duitse Democratische Republiek speelde in totaal tien officiële interlands in het jaar 1982, waaronder één duel in de kwalificatiereeks voor de EK-eindronde in Frankrijk (1984). De nationale selectie stond onder leiding van bondscoach Bernd Stange, die Georg Buschner in het voorafgaande jaar was opgevolgd. Buschner stapte op na de thuisnederlaag tegen Polen (2-3) op 10 oktober 1981. Drie spelers kwamen in alle tien duels in actie: doelman Bodo Rudwaleit (BFC Dynamo Berlin), verdediger Hans-Jürgen Dörner (Dynamo Dresden) en middenvelder Norbert Trieloff (BFC Dynamo Berlin).

## Balans
| Wedstrijden | Wedstrijden | Wedstrijden | Wedstrijden | Doelpunten | Doelpunten | Doelpunten | Punten |
| Gespeeld    | Winst       | Gelijk      | Verlies     | Voor       | Tegen      | Saldo      | Punten |
| ----------- | ----------- | ----------- | ----------- | ---------- | ---------- | ---------- | ------ |
| 10          | 4           | 3           | 3           | 12         | 11         | +1         | 1.100  |

## Interlands
|                                                       |                                           |       |                                | |
| 26 januari Vriendschappelijk № 194 «onderlinge duels» | Brazilië                                  | 3 – 1 | Duitse Democratische Republiek | Estádio Humberto de Alencar, Natal Toeschouwers: 56.000 Scheidsrechter: José de Assis Aragão (BRA) |
| 26 januari Vriendschappelijk № 194 «onderlinge duels» | Paulo Isidoro 38' Renato 52' Serginho 79' |       | 34' Hans-Jürgen Dörner         | Estádio Humberto de Alencar, Natal Toeschouwers: 56.000 Scheidsrechter: José de Assis Aragão (BRA) |

|                                                                  |             |                      |                                |                                                                                  |
| 10 februari Vriendschappelijk № 195 «onderlinge duels» 15:00 uur | Griekenland | 0 – 1                | Duitse Democratische Republiek | Rizoupolistadion, Athene Toeschouwers: 5.000 Scheidsrechter: Paolo Bergamo (ITA) |
| 10 februari Vriendschappelijk № 195 «onderlinge duels» 15:00 uur |             | 71' Matthias Liebers |                                | Rizoupolistadion, Athene Toeschouwers: 5.000 Scheidsrechter: Paolo Bergamo (ITA) |

|                                                    |      |       |                                |                                                                                          |
| 2 maart Vriendschappelijk № 196 «onderlinge duels» | Irak | 0 – 0 | Duitse Democratische Republiek | Al-Shaab Stadion, Bagdad Toeschouwers: 20.000 Scheidsrechter: Salah Mohammed Karim (IRQ) |
| 2 maart Vriendschappelijk № 196 «onderlinge duels» |      |       |                                | Al-Shaab Stadion, Bagdad Toeschouwers: 20.000 Scheidsrechter: Salah Mohammed Karim (IRQ) |

|                                                               |                                |       |        |                                                                                  |
| 14 april Vriendschappelijk № 197 «onderlinge duels» 17:00 uur | Duitse Democratische Republiek | 1 – 0 | Italië | Zentralstadion, Leipzig Toeschouwers: 28.000 Scheidsrechter: Dušan Krchnak (TCH) |
| 14 april Vriendschappelijk № 197 «onderlinge duels» 17:00 uur | Lothar Hause 20'               |       |        | Zentralstadion, Leipzig Toeschouwers: 28.000 Scheidsrechter: Dušan Krchnak (TCH) |

|                                                  |                      |       |                                |                                                                              |
| 5 mei Vriendschappelijk № 198 «onderlinge duels» | Sovjet-Unie          | 1 – 0 | Duitse Democratische Republiek | Lenin Stadion, Moskou Toeschouwers: 39.000 Scheidsrechter: Miklos Nagy (HUN) |
| 5 mei Vriendschappelijk № 198 «onderlinge duels» | Ramaz Sjengelija 29' |       |                                | Lenin Stadion, Moskou Toeschouwers: 39.000 Scheidsrechter: Miklos Nagy (HUN) |

|                                                   |                                      |       |                                          |                                                                            |
| 19 mei Vriendschappelijk № 199 «onderlinge duels» | Zweden                               | 2 – 2 | Duitse Democratische Republiek           | BK Stadion, Halmstad Toeschouwers: 2.000 Scheidsrechter: Rolf Haugen (NOR) |
| 19 mei Vriendschappelijk № 199 «onderlinge duels» | Tony Persson 60' Lennart Larsson 78' |       | 44' Rainer Jarohs 64' Hans-Jürgen Dörner | BK Stadion, Halmstad Toeschouwers: 2.000 Scheidsrechter: Rolf Haugen (NOR) |

|                                                        |         |                     |                                |                                                                                      |
| 8 september Vriendschappelijk № 200 «onderlinge duels» | IJsland | 0 – 1               | Duitse Democratische Republiek | Laugardalsvöllur, Reykjavík Toeschouwers: 2.217 Scheidsrechter: Peer Frickmann (DEN) |
| 8 september Vriendschappelijk № 200 «onderlinge duels» |         | 30' Joachim Streich |                                | Laugardalsvöllur, Reykjavík Toeschouwers: 2.217 Scheidsrechter: Peer Frickmann (DEN) |

|                                                         |                                             |       |                                                 |                                                                                      |
| 22 september Vriendschappelijk № 201 «onderlinge duels» | Bulgarije                                   | 2 – 2 | Duitse Democratische Republiek                  | Neftochimik Stadion, Boergas Toeschouwers: 8.000 Scheidsrechter: Marques Perez (POR) |
| 22 september Vriendschappelijk № 201 «onderlinge duels» | Radoslav Zdravkov 44' Radoslav Zdravkov 65' |       | 33' Hans-Jürgen Dörner 56' Hans-Jürgen Riediger | Neftochimik Stadion, Boergas Toeschouwers: 8.000 Scheidsrechter: Marques Perez (POR) |

|                                                               |                                 |       |                                |                                                                                  |
| 13 oktober EK-kwalificatie № 202 «onderlinge duels» 15:00 uur | Schotland                       | 2 – 0 | Duitse Democratische Republiek | Hampden Park, Glasgow Toeschouwers: 40.355 Scheidsrechter: Georges Konrath (FRA) |
| 13 oktober EK-kwalificatie № 202 «onderlinge duels» 15:00 uur | John Wark 53' Paul Sturrock 75' |       |                                | Hampden Park, Glasgow Toeschouwers: 40.355 Scheidsrechter: Georges Konrath (FRA) |

|                                                        |                                                                        |       |                     | |
| 17 november Vriendschappelijk № 203 «onderlinge duels» | Duitse Democratische Republiek                                         | 4 – 1 | Roemenië            | Ernst-Thälmann-Stadion, Karl-Marx-Stadt Toeschouwers: 10.000 Scheidsrechter: Romualdas Yushka (URS) |
| 17 november Vriendschappelijk № 203 «onderlinge duels» | Dieter Kühn 30' Rüdiger Schnuphase 40' Dieter Kühn 65' Jürgen Heun 85' |       | 61' Ladislau Bölöni | Ernst-Thälmann-Stadion, Karl-Marx-Stadt Toeschouwers: 10.000 Scheidsrechter: Romualdas Yushka (URS) |

## Statistieken
| Bodo Rudwaleit       | 1957-08-03 | BFC Dynamo Berlin  | 10 | 0 | 0 | 17 | 0  |
| Verdediging          |            |                    |    |   |   |    |    |
| Hans-Jürgen Dörner   | 1951-01-25 | Dynamo Dresden     | 10 | 0 | 3 | 80 | 9  |
| Artur Ullrich        | 1957-10-10 | BFC Dynamo Berlin  | 7  | 0 | 0 | 11 | 0  |
| Lothar Hause         | 1955-10-22 | Vorwärts Frankfurt | 6  | 1 | 1 | 9  | 1  |
| Dirk Stahmann        | 1958-03-23 | 1. FC Magdeburg    | 5  | 2 | 0 | 7  | 0  |
| Frank Baum           | 1956-03-30 | Lokomotive Leipzig | 5  | 1 | 0 | 12 | 0  |
| Hans-Uwe Pilz        | 1958-11-10 | Dynamo Dresden     | 4  | 0 | 0 | 4  | 0  |
| Martin Trocha        | 1957-12-24 | FC Carl Zeiss Jena | 3  | 1 | 0 | 8  | 1  |
| Ronald Kreer         | 1959-11-10 | Lokomotive Leipzig | 3  | 0 | 0 | 3  | 0  |
| Uwe Zötzsche         | 1960-09-15 | Lokomotive Leipzig | 2  | 0 | 0 | 2  | 0  |
| Rainer Troppa        | 1958-08-02 | BFC Dynamo Berlin  | 1  | 1 | 0 | 3  | 0  |
| Jürgen Uteß          | 1957-10-27 | Hansa Rostock      | 1  | 0 | 0 | 1  | 0  |
| Matthias Döschner    | 1958-01-12 | Dynamo Dresden     | 0  | 3 | 0 | 3  | 0  |
| Dieter Strozniak     | 1955-01-14 | Hallescher FC      | 0  | 1 | 0 | 6  | 0  |
| Middenveld           |            |                    |    |   |   |    |    |
| Norbert Trieloff     | 1957-08-24 | BFC Dynamo Berlin  | 10 | 0 | 0 |    |    |
| Rüdiger Schnuphase   | 1954-01-23 | FC Carl Zeiss Jena | 9  | 0 | 1 | 36 | 6  |
| Jürgen Pommerenke    | 1953-01-22 | 1. FC Magdeburg    | 8  | 1 | 0 |    |    |
| Matthias Liebers     | 1958-11-22 | Lokomotive Leipzig | 6  | 2 | 1 |    |    |
| Reinhard Häfner      | 1952-02-02 | Dynamo Dresden     | 1  | 2 | 0 |    |    |
| Andreas Bielau       | 1958-08-27 | FC Carl Zeiss Jena | 1  | 0 | 0 |    |    |
| Wolfgang Steinbach   | 1954-09-21 | 1. FC Magdeburg    | 0  | 1 | 0 |    |    |
| Aanval               |            |                    |    |   |   |    |    |
| Joachim Streich      | 1951-04-13 | 1. FC Magdeburg    | 7  | 1 | 1 | 86 | 45 |
| Hans-Jürgen Riediger | 1955-12-20 | BFC Dynamo Berlin  | 4  | 0 | 1 | 41 | 6  |
| Jürgen Heun          | 1958-05-26 | Rot-Weiß Erfurt    | 2  | 3 | 0 | 9  | 3  |
| Rainer Jarohs        | 1957-08-08 | Hansa Rostock      | 1  | 2 | 1 | 3  | 1  |
| Dieter Kühn          | 1956-07-04 | Lokomotive Leipzig | 1  | 0 | 2 | 9  | 4  |
| Andreas Bornschein   | 1956-11-29 | Lokomotive Leipzig | 1  | 0 | 0 |    |    |
| Hans Richter         | 1959-09-14 | FC Karl-Marx-Stadt | 1  | 0 | 0 | 1  | 0  |
| Ralf Sträßer         | 1958-06-20 | BFC Dynamo Berlin  | 1  | 0 | 0 | 1  | 0  |
| Jürgen Raab          | 1958-12-20 | FC Carl Zeiss Jena | 0  | 2 | 0 | 1  | 0  |